# Tesla Cybertruck

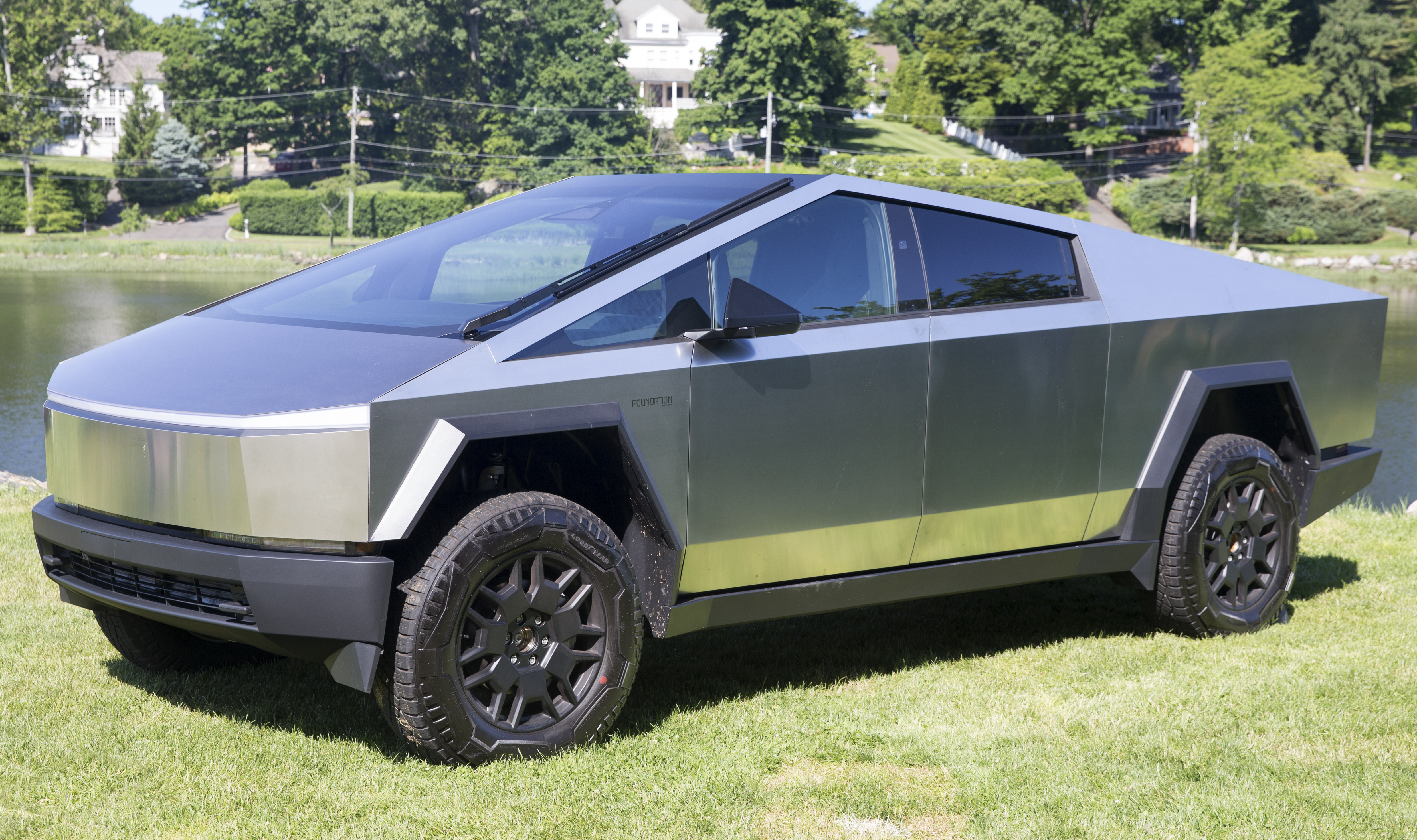
Tesla Cybertruck.

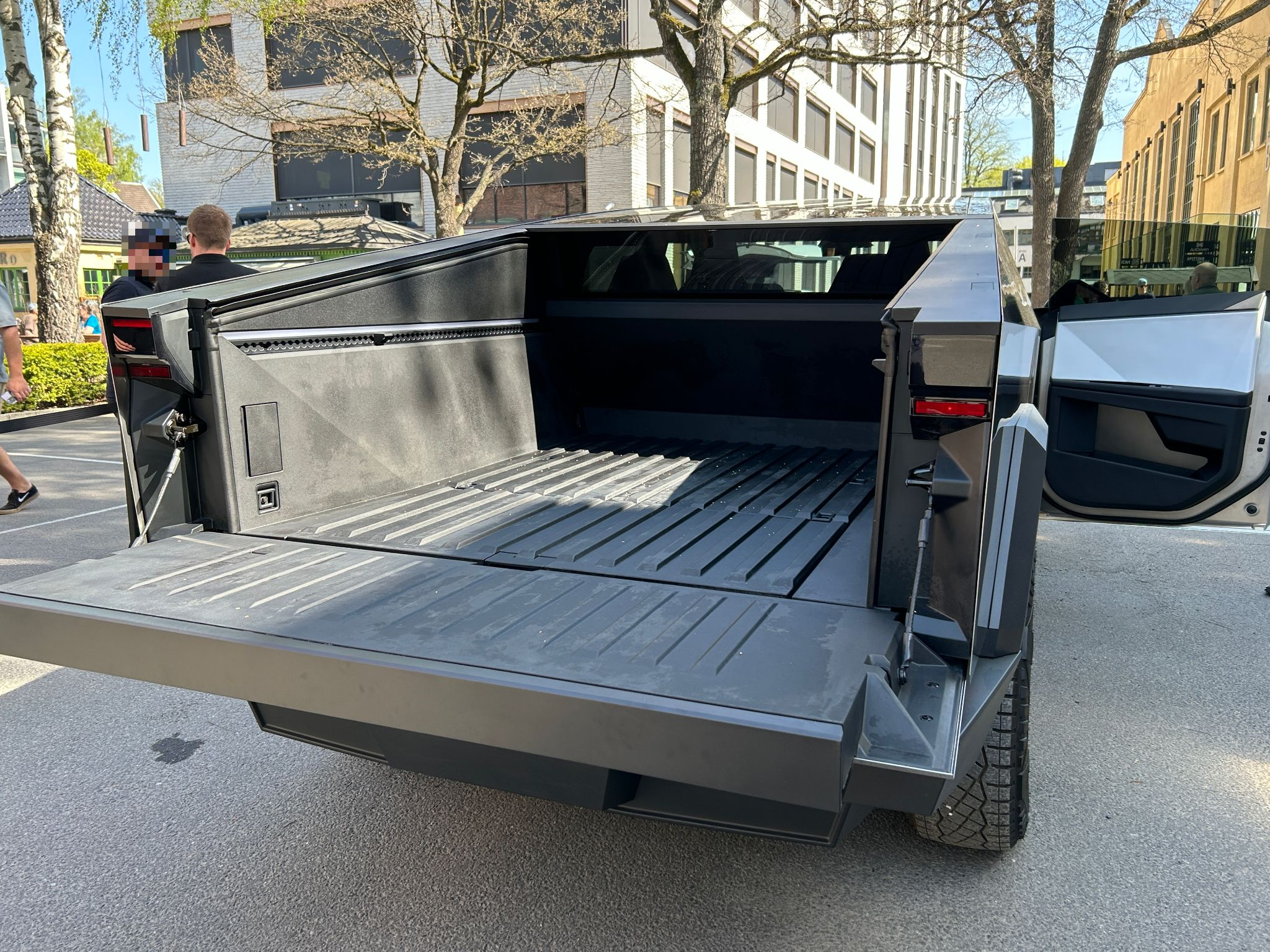
Tesla Cybertruck.

Cybertruck logo

Tesla Cybertruck är ett helelektriskt, batteridrivet och lätt kommersiellt fordon, utvecklat av Tesla. Tre modeller har tillkännagivits, med en räckvidd omkring 400–800 km och en accelerationstid om cirka 0–100 km/h på 2,9–6,5 sekunder (beroende på modell).
Det uttalade målet för Tesla i utvecklingen av Cybertruck är att tillhandahålla en hållbar ersättning för de ungefär 6 500 fossilt bränsledrivna lastbilarna som säljs per dag i USA.
Det har kommunicerats av Tesla att det finns ett bagageutrymme som kan lagra 2 830 liter samt en bogseringskapacitet på ca 6 350 kg.